# Masters de Cincinnati 1984
El Abierto de Cincinnati 1984 fue un torneo de tenis jugado sobre pista dura. Fue la edición número 83 de este torneo. El torneo masculino formó parte del circuito ATP. Se celebró entre el 11 de agosto y el 17 de agosto de 2003. Se celebró entre el 20 de agosto y el 26 de agosto de 1984.

## Campeones

### Individuales masculinos
Mats Wilander vence a  Anders Järryd, 7–6, 6–3.

### Dobles masculinos
Francisco González /  Matt Mitchell vencen a  Sandy Mayer /  Balázs Taróczy, 4–6, 6–3, 7–6.
| Predecesor: Cincinnati 1983 | Masters de Cincinnati 1984 | Sucesor: Cincinnati 1985 |